# 샹급 잠수함
샹급 잠수함은 2018년 현재 중국의 최신형 공격형 핵잠수함(SSN)이다. 093형 핵잠수함이라고도 부른다.

## 역사
093형은 1980년대 초반에 개발을 시작했다. 그러나 류화칭 상장은 1994년에 개발이 시작되었다고 회고록에 썼다. 093형 2척은 2002년과 2003년에 진수되었다.
2013년, 093형 개량형 4척의 건조를 시작했다. 2014년 12월, 중국 언론은 093G형 2척이 진수되었다고 보도했다. 2015년 5월, 중국 언론은 093G형 3척이 진수되어 해군에 인도를 기다리고 있다고 보도했다.
095형 잠수함을 개발하기 위해, 093형은 더 이상 건조되지 않을 것이다.
서방에서는 초기형을 093형, 개량형을 093A형이라고 부르는데, 중국은 초기형을 093A형, 개량형을 093G형이라고 부른다. 개량형은 순항미사일을 12발에서 24발로 더 싣기 위해, 길이가 길어졌다. 2018년 뉴스에서는 초기형이 093A형, 개량형이 093B형이라고 불리고 있다.
2021년 8월 9일, 영국 언론은 093형 잠수함 2척이 남중국해에서 괌으로 이동하는 영국 HMS 퀸 엘리자베스 (R08) 항공모함을 미행하다가 항모 전단 소속 en:HMS Kent (F78), en:HMS Richmond (F239) 호위함에 들켜 도망갔다고 보도했다. 중국은 부인했다. 영국 해군은 중국 잠수함 등의 첩보활동을 염두에 두고 남중국해를 빠져나간 지 6시간도 지나지 않아 소나(수중음파탐지기)를 통해 항모 전단을 뒤쫓는 중국 잠수함을 발견한 것으로 전해졌다. 남중국해는 중국이 인공섬을 만든 뒤 항로 영유권을 주장하고 있는 곳이기도 하다.

## 특성

### 원자로
093형은 소련 빅터급 잠수함 보다 시끄럽다는데, 빅터급은 수중 배수량 7,200톤으로 열출력 75MWt 원자로 2기를 탑재했다. 093형도 비슷한 수중 배수량에 원자로 2기를 탑재했다는 것으로 보아, 열출력이 비슷할 것으로 보인다.

### 소음
2002년, 중국 정보로는 093형의 소음은 미국 LA급 잠수함 개량형과 비슷하다고 한다. 2004년, 중국 정보로는 러시아 프로젝트 971 슈카-B형 잠수함(아쿨라급 잠수함)과 비슷한 소음인 110 데시벨이라고 한다. 2009년, 미국 해군 정보국(ONI)은 1979년 취역한 소련 빅터 3급 잠수함(프로젝트 671RTM) 보다 시끄럽다고 한다.
2018년 초, 093A형 잠수함이 동중국해의 센카쿠 열도 인근 해역에 진입했다가 소음으로 인해 일본 해상자위대에 발각돼 이틀간 추적당했다.

## 사고
2023년 8월 22일, 대만 인근 해역에서, 093형 핵잠수함이 침몰해 승무원 전원 사망했다는 미확인 소문이 돌았다. 해당 사고에 대해 중국은 헛소문이라는 반응을 내놓은 반면, 대만 군은 관련 증거가 없다는 반응을 보였다. 
미 공군의 핵탐지 정찰기 WC-135R 콘스턴트 피닉스가 중국 주변에서 비행했다. 항로 추적 사이트인 플라이트레이더24에 따르면, WC-135R 정찰기 1대가 지난 6일 오전 2시께 중국 연안 주변에서 비행했다. 사고 해역 상공을 비행했다고 보도되었다.

## 비교
미국, 러시아, 중국의 공격형 잠수함(SSN)을 비교하면 다음과 같다.
수중배수량 7천톤급
- 로스앤젤레스급 잠수함,  미국, 수중배수량 7,000톤, 1976년 취역, 62척 건조, 165 MWt 원자로 1기
- 빅터급 잠수함,  소련, 수중배수량 7,000톤, 1967년 취역, 48척 건조, 75 MWt 원자로 2기
- 093형 잠수함,  중국, 수중배수량 7,000톤, 2006년 취역, 6척 건조, 원자로 2기

수중배수량 8천톤급
- 시에라급 잠수함,  소련, 수중배수량 8,300톤, 1984년 취역, 4척 건조, 190 MWt 원자로 1기
- 버지니아급 잠수함,  미국, 수중배수량 7,900톤, 2004년 취역, 48척 계획, 150 MWt 원자로 1기, 척당 3조원
- 095형 잠수함,  중국, 수중배수량 7,900톤, 2017년 취역, 5척 계획

수중배수량 만톤급
- 아쿨라급 잠수함,  러시아, 수중배수량 13,000톤, 1984년 취역, 15척 건조, 190 MWt 원자로 1기
- 시울프급 잠수함,  미국, 수중배수량 12,000톤, 1997년 취역, 3척 건조, 270 MWt 원자로 1기
- 야센급 잠수함,  러시아, 수중배수량 14,000톤, 2013년 취역, 10척 계획

## 같이 보기
- 애스튜트급 잠수함 - 2010년 기준 영국의 최신형 공격원잠(SSN)
- 야센급 잠수함 - 2010년 기준 러시아의 최신형 공격원잠(SSN)
- 루비급 잠수함 - 2010년 기준 프랑스의 최신형 공격원잠(SSN)
- 샹급 잠수함 - 2010년 기준 중국의 최신형 공격원잠(SSN)
- 버지니아급 잠수함 - 2010년 기준 미국의 최신형 공격원잠(SSN)